# BB Talk
BB Talk ist ein Lied der US-amerikanischen Sängerin Miley Cyrus (Text) mit Musik von Oren Yoel, The Flaming Lips und Miley Cyrus aus dem Jahr 2015. Der Song erschien auf ihrem fünften Studioalbum Miley Cyrus & Her Dead Petz am 30. August 2015. Das Musikvideo zu dem Song wurde am 11. Dezember 2015 veröffentlicht. Sie sang den Song 2015 während ihrer Milky Milky Milk Tour.

## Komposition
Der Song wurde von Cyrus produziert; Oren Yoel und The Flaming Lips halfen bei der Produktion. BB Talk ist der siebte Song auf Miley Cyrus & Her Dead Petz und hat eine Länge von vier Minuten und 32 Sekunden. Der vorherige Song Fuckin Fucked Up ist ein 51-Sekunden langes Intro zwischen Space Bootz und BB Talk. Am Anfang des Songs wiederholt sie den Vers „this is really fucked up“ aus dem Intro. Der Song handelt von „einem Mädchen, welche keine Lust mehr darauf hat, dass ihr Freund sie immer wie ein Baby sprechen lässt, wenn sie Sex haben“.

## Musikvideo
MTV postete ein zehn-Sekunden langes Video als Trailer für das Musikvideo von BB Talk auf deren Website am 9. Dezember, in dem man Cyrus in einem lila Pyjama sieht. Zusätzlich trägt sie eine blonde Perücken mit Locken, während sie einen Schnuller im Mund hat. Das Musikvideo wurde ebenfalls am 11. Dezember 2015 auf deren Website veröffentlicht. Später erschien es auch auf der Videoplattform Vevo. Regie führte dabei Miley Cyrus selbst.

## Chartplatzierungen
Die Single erreichte Rang 86 in Kanada (Billboard-Charts).